# Zephaniah Kingsley
Zephaniah Kingsley, Jr., (4 de diciembre de 1765-14 de septiembre de 1843) fue un terrateniente y comerciante de esclavos, propietario de varias plantaciones en la colonia española de la Florida, cerca de lo que ahora es Jacksonville. Sirvió sin éxito, intentando cambiar el tratamiento de esclavos, en el Consejo Territorial de la Florida después de que la antigua posesión española fuera adquirida por los Estados Unidos en 1821. De nacimiento inglés, Kingsley cambió de nacionalidad varias veces, según sus interesses comerciales.
Una plantación de la que fue propietario y en la que vivió durante 25 años se conserva como la Plantación Kingsley, y forma parte parte de la Reserva Ecológica e Histórica de Timucuan, dirigida por el Servicio de Parques Nacionales de los Estados Unidos. Su gran plantación en lo que entonces era Haití y es ahora la República Dominicana, Mayorasgo de Koka (en), apenas se recuerda en Cabarete, su descendiente moderno. 
Propietario de esclavos hasta cierto punto benevolente, y defensor de la esclavidad como benéfica a la nación, dio a sus esclavos la oportunidad de ganar su libertad. Se casó con un total de cuatro mujeres esclavas, practicando la poligamia. Su primera esposa, Anna Madgigine Jai Kingsley, era una muchacha esclava de 13 años cuando Kingsley la compró en Cuba. Era su esposa ante la ley, y cuando estaba de viaje de negocios confiaba en ella para encargarse de su plantación. Con sus esposas tuvo un total de nueve hijos mestizos, ocupándose de su educación y de que pudieran recibir en herencia sus propiedades.
Su familia interracial hizo que Kingsley fuera partidario del sistema social imperante en las colonias españolas y francesas, donde había una clase de personas de color libres y se permitía que los hijos mestizos heredasen las propiedades de sus padres, algo entonces impensable en las antiguas colonias británicas.
Kingsley se involucró en la política cuando el control de la Florida pasó de España a los Estados Unidos en 1821. Trató de persuadir al nuevo gobierno territorial para mantener el estatus especial de los negros libres de la población. Sin éxito, en 1828 publicó un tratado que defendía un sistema de esclavitud que permitiera a los esclavos comprar su libertad y diese derechos a los negros libertos y a la gente de color libre. Enfrentado con las leyes estadounidenses que prohibían el matrimonio interracial, trasladó a su gran familia a Haití entre 1835 y 1837. Después de su muerte, sus propiedades en la Florida fueron objeto de disputa entre su viuda Anna Jai y otros miembros de la familia Kingsley.

## Primeros años y educación
Kingsley nació en Brístol, Inglaterra, siendo el segundo de ocho hermanos. Era hijo de Zephaniah Kingsley, Sr., un cuáquero de Londres, y de Isabella Johnstone, originaria de Escocia. La familia se mudó a la Colonia de Carolina del Sur en 1770, donde se convirtió en un comerciante exitoso. Su hijo se educó en Londres durante la década de 1780; Zephaniah Kingsley, Sr. compró una plantación de arroz cerca de Savannah, Georgia, y varias otras propiedades en las colonias y las islas del Caribe. En total, poseía probablemente alrededor de 200 esclavos. Como otros legitimistas británicos, tras la Guerra de Independencia de los Estados Unidos, Kingsley, Sr. fue forzado a salir de Carolina del Sur con su familia en 1782,: 2  y se trasladó a Nueva Brunswick, Canadá, donde la Corona le dio algunas tierras en compensación por sus pérdidas.: 2 
Su hijo, Zephaniah Kingsley, Jr., regresó a Charleston en 1793, juró lealtad a los Estados Unidos, y comenzó una carrera como comerciante. Sus primeros negocios tuvieron por escenario Haití durante la Revolución Haitiana, con el café en su punto de mira como cultivo de exportación. Vivió en Haití por un breve período, mientras que la incipiente nación estaba trabajando para crear una sociedad basada en la transformación de los antiguos esclavos en ciudadanos libres. Kingsley viajaba con frecuencia, impulsado por la permanente agitación política en las islas del Caribe.
La inestabilidad política afectó a sus intereses, pero la expansión del Sur de los Estados Unidos aumentó considerablemente la demanda de esclavos. Kingsley comenzó a viajar a África Occidental, dedicado al comercio de esclavos africanos hacia los Estados Unidos, Brasil y las Indias occidentales. En 1798 se convirtió en ciudadano danés en las Indias Occidentales, y continuó con el comercio de esclavos y de todo tipo de mercancías, a pesar de que los Estados Unidos prohibieron la importación de esclavos africanos en 1807. Kingsley se convirtió en ciudadano de la Florida española en 1803, desde donde siguió comerciando con esclavos, después de 1808 exportándoles ilegalmente a Georgia y estados vecinos.

## Laurel Grove
España ofrecía tierras a los colonos para aumentar la población de la Florida, por lo que Kingsley solicitó tierras al gobernador, pero su solicitud fue rechazada. En consecuencia, decidió comprar una granja de 2600 acres (10,5 km²) por la que pagó 5300 dólares ($759,313 en 2009). La finca recibió el nombre de Laurel Grove, y su entrada principal era un muelle del lago de los Doctores, al sur de la ubicación actual de Orange Park. Kingsley llegó con diez esclavos y comenzaron a cultivar la tierra de forma inmediata. Otras fuentes señalan que debió recibir una importante concesión de tierras, dado que contaba con 74 esclavos. La plantación producía naranjas, algodón, maíz, patatas y guisantes.
Los primeros esclavos de Kingsley procedían de la plantación de su familia en Carolina del Sur. Hacia 1811, había adquirido para Laurel Grove un total de 100 esclavos procedentes de África a través de Cuba. Kingsley adiestró a sus esclavos en el desempeño de tareas agrícolas pensando en su venta futura; suministrando esclavos a compradores que necesitaban hombres preparados para las tareas del campo, lo que le permitió cobrar el 50 por ciento más que el precio de mercado por sus esclavos. En Laurel Grove, a los esclavos se les enseñaba a cultivar los campos, pero también adquirían conocimientos sobre herrería, carpintería, y el desmotado del algodón.
Kingsley se opuso a permitir que los esclavos participaran en el culto religioso cristiano, afirmando que "todas las últimas insurrecciones de esclavos están relacionadas con predicadores del evangelio influyentes",: 105  y era conocido como "uno de los esclavistas más extravagantes de Florida".: 105 
En 1806 realizó un viaje a Cuba, donde compró a la esclava Anna Madgigine Jai (nacida como Anta Majigeen Ndiaye), una chica de la etnia wólof de 14 años de edad, originaria de lo que es ahora el Senegal. Kingsley se casó con ella en una ceremonia de rito africano, celebrada en La Habana poco después de la compra. Esta unión nunca fue legalmente reconocida ni por la Florida española ni por los Estados Unidos. Kingsley llevó a Anna a Laurel Grove, y poco a poco comenzó a confiarle la responsabilidad sobre la marcha de la plantación en su ausencia.
En 1811, solicitó al gobierno colonial español la libertad para Anna y sus tres mestizos, y la petición fue concedida. La Plantación de Laurel Grove ganó durante un año 10.000 dólares (128.940 en 2009), una cantidad inusual en Florida por entonces. Con sus ingresos, Kingsley compró varias propiedades en el lado opuesto del río San Juan, incluyendo la de San Johns Bluff, San José, y Beauclerc en lo que ahora es Jacksonville, y más al sur en la isla de Drayton, cerca de Lake George.
Después de obtener de la libertad, Anna Kingsley recibió cinco acres en una concesión de tierras promovida por el gobierno español, para la que había comprado algunos esclavos dedicados a explotar la granja.
Zephaniah Kingsley se centró en la actividad del transporte marítimo, incluyendo el comercio de cabotaje, relacionado con su negocio a gran escala del comercio de esclavos. Mientras estaba tratando de pasar de contrabando 350 esclavos a Laurel Grove (el comercio internacional de esclavos se abolió en el año 1807), su barco fue capturado por la Guardia Costera de Estados Unidos. Al no saber qué hacer con tantas personas indigentes, la Guardia Costera se las entregó a Kingsley, que era la única persona en la zona que podía hacerse cargo de un número tan grande de esclavos.
Durante la insurgencia que llegó a ser conocida como la Rebelión Patriótica (un intento de incorporar Florida a los Estados Unidos), fuerzas de la Unión, nativos de la etnia creek y renegados de Georgia, cruzaron la frontera con la colonia española y comenzaron a asaltar los pocos asentamientos existentes en el Norte de Florida. Esclavizaron a los negros que habían capturado. En 1813, los estadounidenses capturaron a Kingsley y le obligaron a firmar un aval para financiar la rebelión.
Los insurgentes ocuparon Laurel Grove, utilizando la plantación como la base para realizar incursiones sobre otras plantaciones y en los pueblos cercanos. Kingsley abandonó la zona. Después de asegurada su seguridad por las fuerzas españolas, Anna incendió la plantación, de manera que los rebeldes no pudieron utilizarla como campamento. Acompañada de sus hijos y de una docena de esclavos, escapó de la zona de conflicto a bordo de un cañonero español. Por su lealtad, el gobierno colonial español recompensó a Anna con 350 acres (1,4 km²) de terreno.

## Isla de Fort George

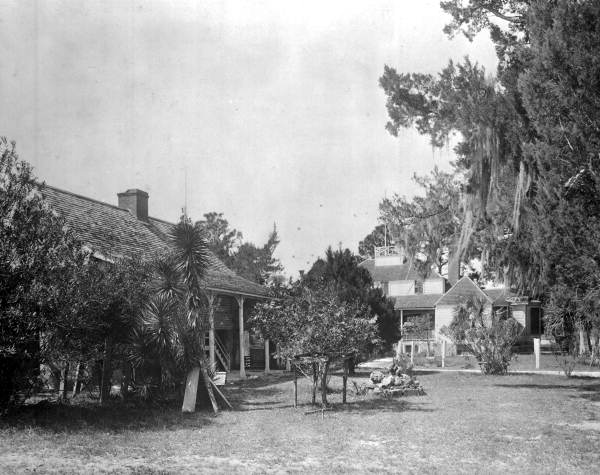
La cocina (izquierda) y la casa principal (derecha) en la isla de Fort George. Anna Madgigine Jai vivía por separado con sus hijos en la cocina, una práctica común entre las mujeres wolof

Kingsley y Anna se trasladaron en 1814 a una plantación en la isla de Fort George, en la desembocadura del río San Juan, donde permanecieron durante 25 años. Su cuarto y último hijo nació en la plantación de la isla en 1824.
Kingsley tomó a tres jóvenes esclavas como concubinas, y tuvo mestizos con al menos dos de ellas, para un total de nueve hijos. Las tres mujeres eran esclavas a las que eventualmente había liberado: Flora Kingsley, Sarah Kingsley (madre de Micanopy); y Munsilna McGundo (madre de Fátima). La familia Kingsley, según el historiador Daniel Stowell, era como poco "compleja en el mejor de los casos". En su testamento, la única mujer a la que Kingsley nombraba como su esposa era Anna. La documentación directa sobre la familia Kingsley es escasa, pero los historiadores consideran que Flora, Sarah, y McGundo eran "esposas menores", o "co-esposas" con respecto a Anna. Stowell sugiere que la palabra "concubinas" ofrece una descripción más precisa de su estado. Kingsley trataba a todos sus hijos con cariño y atención, proporcionándoles toda clase de lujos, siendo educados con los mejores profesores europeos que pudo encontrar. Cuando recibía visitantes en su plantación de Fort George, Anna se sentaba en la "cabecera de la mesa"; "rodeado por niños sanos y hermosos" en un salón decorado con retratos de mujeres africanas.
La plantación contó con una casa principal y una estructura de dos pisos con una cocina en la planta baja y vivienda en el segundo piso, llamada la "casa de la señora Anna", donde vivía con sus hijos de acuerdo con la costumbre de los wolof.
La plantación producía naranjas, algodón, índigo, okra y otras verduras. Aproximadamente 60 esclavos estaban organizados para llevar a cabo distintas tareas, y cada uno de los esclavos tenía una cuota de trabajo a realizar cada día. Cuando terminaban, se les permitía hacer lo que deseasen. Algunos esclavos tenían pequeñas huertas personales que se les permitía cultivar, y cuyos productos podían vender. Se construyeron treinta y dos cabañas de tabby (una cal producida a base de conchas calcinadas) por y para los esclavos, unas construcciones resistentes, aislantes y baratas, aunque erigirlas requiriese mucha mano de obra. Las cabañas se encontraban a un cuarto de milla (400 m) de la casa principal. A los esclavos se les permitía poner candados en sus cabañas y construir porches oreintados hacia la casa principal. Estas dos características eran inusuales para los barracones de esclavos en las colonias inglesas de la época anterior a la guerra civil.
Kingsley era un dueño de esclavos indulgente:

Nunca interferí con sus preocupaciones matrimoniales, ni con sus asuntos internos, y les dejé regularlos a su manera. No les enseñé nada más que lo que era útil [la religión era para Kingsley "no útil"] y aquello que pensé que contribuiría a su felicidad física y moral. Alenté lo más posible el baile, la alegría y la dignidad en los vestidos, a lo que se dedicaban el sábado por la tarde y por la noche, y el domingo por la mañana; y, después de la asignación, su tiempo generalmente se empleaba en arar el maíz y obtener un suministro de pescado para la semana.... Eran perfectamente honestos y obedientes, y parecían bastante felices, sin temor a ofenderme; y apenas tuve ocasión de aplicar otro correctivo que avergonzarlos. Si cometían alguna falta más grave, el castigo era bastante ligero, ya que casi nunca fallaban en hacer bien su trabajo.: 14 

"Está presente el sentimiento patriarcal de afecto de cada esclavo hacia su dueño, quien a su vez debe considerar al esclavo como un miembro de su familia".: 16 

## Restricciones raciales del nuevo gobierno
Tras la transferencia de la Florida de España a los Estados Unidos en 1821, el presidente James Monroe nombró a Kingsley miembro del Consejo Territorial, que comenzó a ejercer el gobierno delegado de los Estados Unidos. El Consejo se centró principalmente en permitir el acceso de inmigrantes a Florida, en el acceso a los 40 000 000 acres (162 000 km²) cedidos por España, y en la deportación de los seminolas al territorio Indio. Los estadounidenses se establecieron en la parte central de la Florida y organizaron productivas plantaciones trabajadas por esclavos, de acuerdo con el sistema racial de dos castas (blancos y negros esclavos) que había sido desarrollado a lo largo del Sureste de los Estados Unidos. Este sistema contrastaba con las costumbres de Kingsley, que basándose en la ley española, consideraba tres niveles sociales: blancos, negros libres y esclavos. El gobierno español reconocía los matrimonios interraciales y permitía que los hijos mestizos pudieran heredar las propiedades de sus padres.
El gobernador territorial William P. Duval recomendó a James Monroe en 1822 que Kingsley fuera nombrado miembro del nuevo Consejo, pero Monroe no lo designó hasta el año siguiente. También fue recomendado por José Mariano Hernández, el delegado sin derecho a voto de Florida al Congreso antes de que el territorio fuera admitido como un estado más de la Unión.: 5 
El 2 de junio, Kingsley fue designado para un comité de tres personas "para considerar los deberes de los amos de los esclavos y los deberes de los esclavos y las personas libres de color, y las regulaciones necesarias para su gobierno".: 5  El 19 de junio, Kingsley informó que el comité no estuvo de acuerdo, y solicitó que se le diera de baja.: 6  La posición de Kingsley era que Florida debería ser receptiva, como España, a las personas de color libres, que deberían tener algunos derechos, aunque menos que los blancos. Como afirmó en un discurso al Consejo:

"Considero que nuestra seguridad personal, así como la condición permanente de nuestra propiedad Esclava, está íntimamente relacionada y depende mucho de nuestra buena política para hacer que sea de interés para nuestra población de color libre estar apegada al buen orden y tener un sentimiento amigable hacia la población blanca".: 30 

Cuando vio que el Consejo no podía tomar una decisión sobre los derechos de los negros libres y de los mestizos, renunció a su cargo.: 6  A lo largo de la década de 1820, el consejo comenzó a promulgar leyes estrictas para la separación de las razas, y Kingsley se empezó a preocupar por su futuro y el de los derechos de su familia. Como otros estados del sur, hacia 1860 Florida redujo a la población de negros libres a la condición de esclavos, restringiendo gravemente sus derechos e incitándoles a abandonar aquellos estados).

## ElTratadode Kingsley
Para abordar estas cuestiones, en 1828 escribió un folleto titulado Tratado sobre el Sistema Patriarcal o Cooperativo de la Sociedad tal como Existe en Algunos Gobiernos y Colonias de América, y en los Estados Unidos bajo el nombre de Esclavitud, con sus Ventajas y Necesidades. En su primera edición, firmó el texto simplemente como "un habitante de Florida", defendiendo el sistema al que se había acostumbrado. En esta obra escribió:

"La esclavitud es un estado de control a partir del que ninguna clase de sociedad puede ser perfectamente libre. El término es aplicable y se adapta a todas las calidades y condiciones bajo casi cualquier punto de vista, ya sea moral, físico o político."

Kingsley afirmaba que, cuando la esclavitud se asocia con la crueldad es una abominación; cuando se une con la benevolencia y la justicia, "fácilmente se amalgama con las condiciones ordinarias de la vida".
Escribió que los africanos son más adecuados que los europeos como mano de obra en climas cálidos (un estereotipo muy extendido), y que su felicidad se maximiza cuando estaban rígidamente controlados; y su alegría era mayor que la de los blancos de una condición similar. Afirmaba que las personas de raza mixta eran más sanas y más bellas que cualquiera de los africanos o europeos, y la consideración de su condición mestiza suponía una barrera de contención ante una inminente guerra racial.
El tratado fue publicado en cuatro ocasiones, la última en 1834. Las opiniones sobre el texto no fueron unánimes. Mientras que algunos patricios sureños lo usaron para defender la institución de la esclavitud, otros vieron en la obra de Kingsley un apoyo a una clase de negros libres como un preludio a la abolición de la esclavitud. Los propios abolicionistas consideran los argumentos de Kingsley para defender la esclavitud muy débiles, de donde extraían la conclusión de que la esclavitud debía ser erradicada. Lydia Child, una abolicionista de Nueva York, en 1836 incluyó a Kingsley en una lista de personas que habían contribuido a la perpetuación de los "males de la esclavitud".
Aunque Kingsley era rico, culto y poderoso, el Tratado se convirtió en un factor que supuso la disminución de su prestigio en la Florida. Se vio envuelto en un escándalo político con el primer gobernador de la Florida, William DuVal. El gobernador había sido citado por la prensa haciendo mordaces comentarios críticos sobre los motivos de Kingsley y su familia de raza mixta. A raíz de estos comentarios, Kingsley solicitó que DuVal fuera cesado de su cargo por corrupción.ref>Fleszar, pp. 150–152.</ref>

## Haití

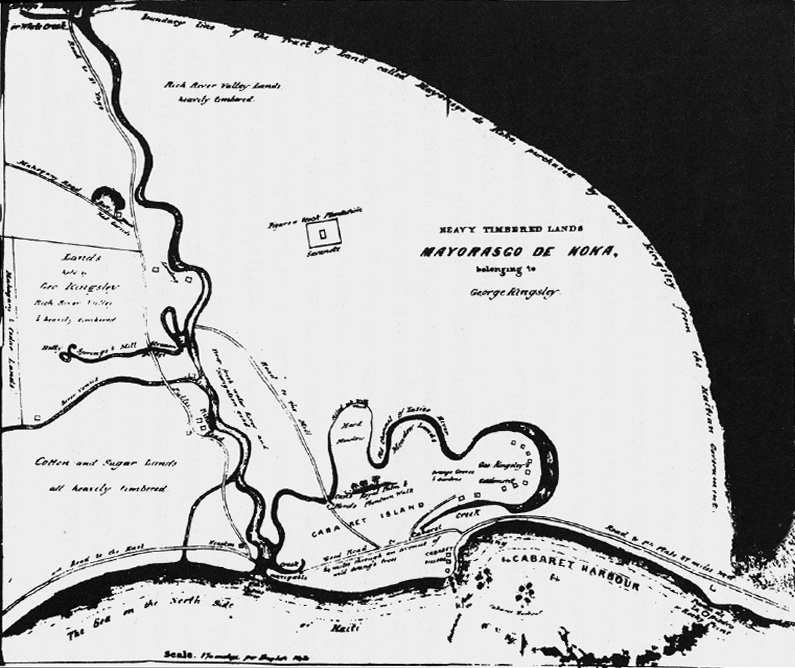
Mayorazgo de Koka, según un dibujo de Kingsley

Después de tratar de convencer al nuevo gobierno de la Florida para garantizar los derechos de la gente libre de color, incluyendo el derecho de los niños mestizos a heredar los bienes de sus padres, Kingsley comenzó a pensar en la república independiente de Haití sería un lugar más propicio para lo que pretendía lograr. En Haití, el gobierno estaba reclutando activamente a los negros libres de todo el continente para que se asentaran en la isla, ofreciéndoles tierras y la ciudadanía. Kingsley puso de relieve en su tratado el éxito de una nación de negros libres, escribiendo:

"...en virtud de un justo y prudente sistema de gestión, los negros son una propiedad fuerte, permanente, productiva y creciente, y son fácilmente gobernados; no desean por naturaleza cambios, y son sobrios, discretos, honestos y serviciales, son menos problemáticos, y poseen un carácter moral mucho mejor que la clase ordinaria de corruptos blancos de una condición similar."

Las alabanzas de Kingsley al nuevo sistema que prohibió la esclavitud en Haití, combinadas con su defensa de la esclavitud, son un hecho notable para el historiador Mark Fleszar, que comenta que la paradoja en el pensamiento de Kingsley muestra su "desordenada visión del mundo"; estando además decidido a crear la sociedad sobre la que había escrito.
El hijo de Kingsley, George, acompañado de seis de sus esclavos, llegó a Haití en busca terrenos agrícolas. Encontró un lugar adecuado en la costa noreste de la isla, en lo que hoy es la Provincia de Puerto Plata de la República Dominicana. En 1835 se hizo evidente para Kingsley que su matrimonio con Anna no sería reconocido en los Estados Unidos, y cuando muriese, sus propiedades a nombre de Anna, Flora, Sarah, McGundo, y sus niños mestizos, podrían ser confiscadas. Durante los dos años siguientes, Kingsley se trasladó la mayor parte de su extensa familia a Haití. Dos de sus hijas se quedaron en Florida, ya que se habían casado con plantadores blancos locales. Se instalaron en una plantación llamada Mayorazgo de Koka, donde trabajaban más de 50 esclavos trasladados desde la plantación de la isla de Fort George. En Haití serían contratados para trabajar como sirvientes, que podían ganar su plena libertad después de nueve años de trabajo.

## Muerte y disputas por la herencia
Después de visitar a su familia en Haití en el año de 1843, Kingsley se dirigió en barco hacia la Ciudad de Nueva York para hacer negocios allí. Su muerte, causada por una dolencia pulmonar a los 78 años de edad, se registró
en la Ciudad de Nueva York, recibió sepultura en un cementerio cuáquero. Dejó gran parte de sus tierras a sus esposas e hijos, un legado que de inmediato fue impugnada por motivos raciales por sus familiares blancos. La sobrina de Kingsley, Anna McNeill (que se casó con George Whistler; su hijo James Whistler se convirtió en un destacado artista), fue uno de los parientes de Kingsley que trataron de excluir de la herencia a los miembros de su familia de ascendencia africana. El testamento estipulaba que ninguno de los esclavos restantes debía ser separado de su familia, y que se les debía dar la oportunidad de comprar su libertad a la mitad de su precio de mercado. Anna Madgigine Jai, que mantuvo su nombre africano tras casarse, regresó a Florida en 1846 para oponerse a los familiares blancos de Kingsley en los tribunales del Condado de Duval. Tuvo éxito en sus pretensiones argumentando su caso dentro de las resoluciones del Tratado Adams–Onís, un logro extraordinario a la luz de la política estatal y local que era hostil hacia los esclavos liberados o los negros de cualquier estado o condición.
Después de un breve período en la Florida durante la Guerra Civil norteamericana (1861-1865), Anna huyó a Nueva York, donde apoyó a la Unión. Después de la guerra, regresó a Florida. Anna Madgigine Jai murió en abril o mayo de 1870 en una granja de la vecindad de Arlington en Jacksonville, donde fue enterrada en una tumba sin marcar.

## Después de la Guerra Civil
La Plantación de Fort George se vendió poco después de la muerte de Kingsley. Después de la Guerra Civil, la Oficina de Libertos controló la isla hasta 1869, cuando fue comprada por otro plantador. La isla ha cambiado de manos en régimen de propiedad privada hasta 1955, cuando fue adquirida por el Servicio de Parques de Florida. La casa de Kingsley, "la construcción más antigua que permanece en pie en una plantación de Florida"; la Casa de la señora Anna y el granero han sobrevivido a lo largo de los años relativamente intactos. La mayoría de los barracones de esclavos también se conservan. El Servicio de Parques Nacionales estableció la Reserva Ecológica e Histórica de Timucuan en 1988, y adquirió 60 acres (0,2 km²) de tierra que rodean los edificios de la Plantación Kingsley en 1991.